# 点のないI
I、ı（点のないI、ドットなしI、英: dotless i）は、Iの小文字 i の上部にある点を除した文字である。アゼルバイジャン語、クリミア・タタール語、ガガウズ語、カザフ語、タタール語、トルコ語のラテン文字アルファベットに含まれる文字である。一般的に非円唇後舌狭母音の /ɯ/ として表されることが多いが、カザフ語では非円唇前舌め広めの狭母音の /ɪ/ と表される。また、点のないIを使用する言語では他の言語で使用されている I の代わりに İ を使用している。
チュルク語族に関する学術論文では ï の代わりに /ɯ/ を使用する場合がある。

## コンピュータ上
| 文字         | I              | I              | ı                      | ı                      |
| ------------ | -------------- | -------------- | ---------------------- | ---------------------- |
| Unicode名    | ラテン大文字 I | ラテン大文字 I | ラテン小文字 点のないI | ラテン小文字 点のないI |
| エンコード   | 十進法         | 十六進法       | 十進法                 | 十六進法               |
| Unicode      | 73             | U+0049         | 305                    | U+0131                 |
| UTF-8        | 73             | 49             | 196 177                | C4 B1                  |
| 数字文字参照 | &#73;          | &#x49;         | &#305;                 | &#x131;                |
| ISO 8859-9   | 73             | 49             | 253                    | FD                     |
| ISO 8859-3   | 73             | 49             | 185                    | B9                     |

## 他言語での使用例

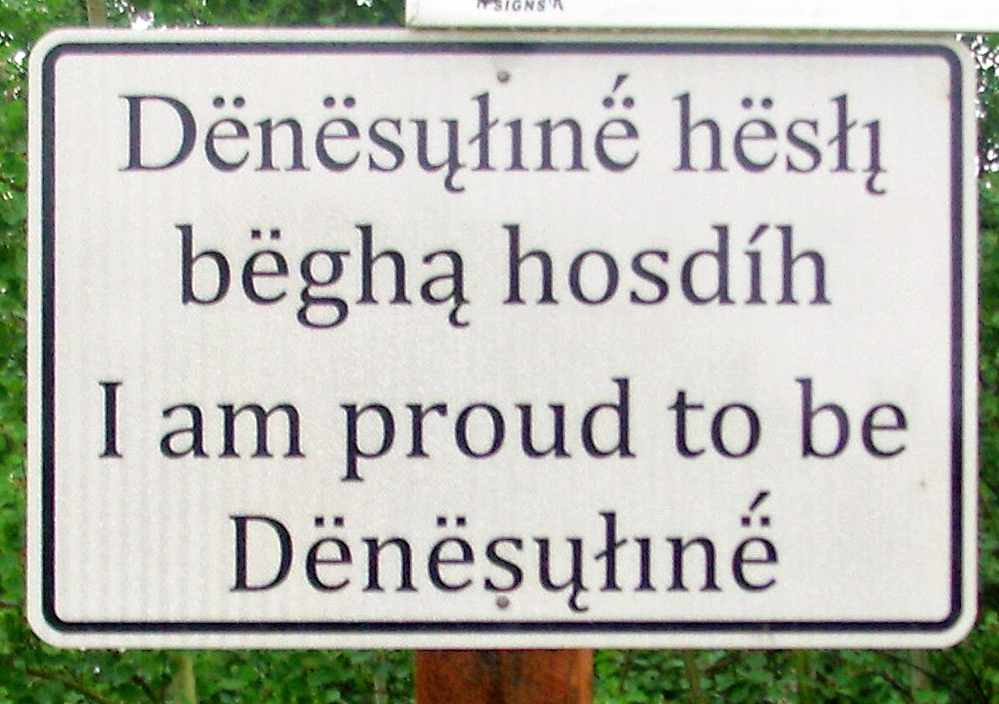
カナダ・ラ・ロッシュ空港の英語およびチペワイアン語の二か国語で記述された看板での点のないIの使用例。

点のないıは点のあるiと明確に異なる意味合いでは用いられず、単に変種としてみなされている。
例として、古アイルランド語の正書法では上点のないIを点のあるIとして使用していた。また、íについてもスコットランド・ゲール語のìと同様にIとは独立した文字である。かつてのアイルランド語ではíとの混同を避けるため点のないiのみがを使用していたが、現代では点のないıを使用すべきではない。現代のアイルランド語では通常の位置に点のあるiを使用しており、点のないIは適宜フォントを用いるべきである。他の古アイルランド語文字や現代アイルランド語テキストやアイルランド語正書法でも用いられている記号の "&" についても興味深い歴史が存在する。
カナダ・ノースウエスト準州のアサバスカ諸語に分類されるスレイビー語、ドグリブ語、チペワイアン語においては声調記号付きの文字 í や ì との区別をつけるために点のない i を採用している。
2016年に制定されたカラカルパク語アルファベットではÍの小文字に点のないıが採用された。
点のあるIと点のないIはルシン語の転写においてЫとИを区別するために併用されることがある。これらは通常はともに "y" と転写することになるが、実際は異なる音素を表すため区別が付けられない。そのため、点のあるI自体はキリル文字のІを表し、点のないIはЫあるいはИのいずれかを表し、一方を "Y" と表す。